# David Jones (voetballer)
David Frank Llwyd Jones (Southport, 4 november 1984) is een Engels professioneel voetballer die bij voorkeur op het middenveld speelt. Jones is linksbenig en een zogenaamde box-to-box player.

## Jeugd
In juli 2001 tekende David Jones zijn eerste contract bij Manchester United. Een jaar later werd hij gepromoveerd en ging hij in de onder 19 ploeg spelen. Weer later werd hij aanvoerder van dit team. In 2003 won Jones met Manchester onder 19 de prestigieuze FA Youth Cup.
Het seizoen erna werd Jones opnieuw gepromoveerd en mocht hij gaan spelen in het tweede elftal van de club. Al snel werd hij basisspeler in dit team en in december 2003 werd hij beloond. Ook al speelde hij geen minuut, toch mocht Jones voor de eerste keer op de bank zitten tijdens een wedstrijd van het eerste elftal. In dezelfde periode werd hij ook opgeroepen voor Engeland onder 21. Hij speelde uiteindelijk één wedstrijd voor het nationale jeugdteam: 30 maart 2004 uit tegen Zweden (2-2). Tijdens deze wedstrijd viel hij in de tweede helft in voor Nigel Reo-Coker. Jones zei later dat, hoewel hij voor het jeugdelftal van Engeland had gespeeld, hij in de toekomst liever voor het nationale elftal van Wales zou spelen.

## Doorbraak
In het seizoen 2004/05 werd Jones aanvoerder van het tweede elftal van Manchester United en op 1 december 2004 maakte hij eindelijk zijn debuut voor het eerste elftal. Laat in de wedstrijd mocht hij invallen tijdens de wedstrijd voor de League Cup tegen Arsenal (1-0 zege). Zijn eerste volledige wedstrijd volgde snel daarna. Tijdens een wedstrijd in de derde ronde van de FA Cup tegen Exeter City mocht Jones in de basis starten. Deze wedstrijd werd uiteindelijk een van de grootste verrassingen ooit, omdat Exeter Manchester op 0-0 hield. Jones was dan ook de enige United speler die nog een beetje geprezen werd door de media.
Toch had Jones moeite om in het team te komen, omdat United nu eenmaal het bijna onvervangbare duo Roy Keane en Paul Scholes op zijn positie had staan. De rest van het seizoen speelde Jones dan ook geen minuut meer in het eerste en werd hij weer teruggezet naar het tweede. Toch was Jones, samen met zijn team, niet onsuccesvol. In hetzelfde seizoen veroverde hij namelijk vier bekers met het tweede elftal: Kampioen in de FA Premier Reserve League North, Nationaal kampioen (vanwege een overwinning op de kampioen in de FA Premier Reserve League South Charlton Athletic Reserves), de Pontins Holiday League en de Pontins Holiday League Cup. Verder verloor het team van Manchester City in de finale van de Manchester Seniors Cup.

## Uitgeleend
In het seizoen 2005/06 werd Jones uitgeleend aan Preston North End. Op 6 augustus 2005 maakte hij zijn debuut voor deze club tijdens een wedstrijd tegen Watford. Al snel werd hij vaste basisspeler en op 29 augustus 2005 maakte hij zijn eerste doelpunt uit een vrije trap tegen Ipswich Town.
Halverwege het seizoen vertrok Jones alweer bij Preston en ging hij in Nederland voor N.E.C. voetballen. Ook hier was hij aanvankelijk geen basisspeler, maar na indrukwekkende invalbeurten tegen Ajax en Sparta werd hij toch een vaste kracht op het middenveld. Zijn eerste basisplaats was tegen Willem II en Jones stelde niet teleur, want tijdens deze wedstrijd maakte hij twee goals.
Vanaf dat moment speelde Jones iedere wedstrijd vanaf het begin mee en ook al ging het steeds slechter met de ploeg, Jones ging steeds beter voetballen. In de korte periode dat hij in Nijmegen speelde, kwam hij toch tweede te staan in het klassement van speler van het jaar van NEC. Na het seizoen, waarin NEC als tiende eindigde, keerde Jones terug naar Manchester United, waar hij een nieuw contract voor drie jaar ondertekende.

## Een nieuwe club
In het seizoen 2006/07 keerde Jones hoopvol terug naar Manchester, waar hij eindelijk een vaste plaats in de selectie hoopte af te dwingen. Alex Ferguson zei voor de start van dat seizoen, dat dit weleens het jaar zou kunnen worden waarin Jones definitief zou gaan doorbreken. Niet lang daarna werden de kansen van Jones echter de grond ingeboord doordat Manchester Michael Carrick van Tottenham Hotspur overnam.
Toch kreeg Jones een kans in het eerste van Manchester United. In de derde ronde van de Carling Cup speelde de ploeg tegen het zwakke Crewe en Alex Ferguson stuurde een B-ploeg het veld in. David Jones mocht samen met naamgenoot Ritchie Jones centraal op het middenveld spelen. David Jones faalde echter in deze wedstrijd en liet niet zien wat hij kon. United speelde slecht en won nipt met 2-1 dankzij een goal van Kieran Lee in de verlenging.
Jones dacht dat zijn kans geweest was en dat hij nu weer op de bank zou belanden, maar direct na deze teleurstellende wedstrijd deed zich een nieuwe kans voor. In de vierde ronde van dezelfde Carling Cup speelde United wederom tegen een op papier zwakke tegenstander, dit keer was dat Southend. Deze club speelde op dat moment degradatievoetbal in een divisie lager dan Manchester. Er werd dus al gespeculeerd dat Manchester deze wedstrijd makkelijk moest winnen.
Tijdens deze wedstrijd liep het echter wederom helemaal mis. Ondanks de aanwezigheid van sterren zoals Wayne Rooney en Cristiano Ronaldo, verloor Manchester de wedstrijd en Jones liet weer niet zien hoe goed hij kon voetballen.
Op 15 november 2006 kwam er een bod van ongeveer 1 miljoen pond op Jones. Derby County wilde de speler eerst lenen tot januari en daarna definitief overnemen. United ging akkoord en zonder ook maar één competitiewedstrijd te hebben gespeeld voor de club, vertrok Jones. Bij Derby County werd hij herenigd met manager Billy Davies, ook coach van Preston North End toen Jones daar tijdelijk succesvol was.
Bij Derby kon Jones wel een basisplaats afdwingen en hij was belangrijk in het seizoen dat de ploeg promoveerde naar de Premier League. Hij was vooral belangrijk voor zijn ploeg in de wedstrijd tegen Sheffield Wednesday. In deze wedstrijd was de stand in de negentigste minuut nog gelijk, maar toen schoot Jones een vrije trap binnen en won Derby alsnog de wedstrijd.
"Hij is een ouderwetse middenvelder, die ogen in zijn rug en een fantastisch linkerbeen heeft," zei manager Billy Davies na deze wedstrijd.

## Latere carrière
In het seizoen hierop volgend, waarin Derby terugkeerde in de Premier League, belandde Jones mede door blessures op de bank. Om regelmatig aan spelen toe te kunnen komen vertrok Jones in de zomer van 2008 voor een 1 miljoen pound naar Wolverhampton Wanderers, op dat moment actief in het Championship. In 2011 stapte hij over naar Wigan Athletic FC.
Van 2013 tot 2016 speelde hij voor Burnley FC. In 2016 ging hij voor Sheffield Wednesday FC spelen. Medio 2019 liep zijn contract daar af.

## Erelijst
Wolverhampton Wanderers
- Football League Championship

2009
 Wigan Athletic
- FA Cup

2013
 Burnley
- Football League Championship

2016